# Epicopterus
Epicopterus is een geslacht van vliesvleugeligen uit de familie Pteromalidae. De wetenschappelijke naam van dit geslacht is voor het eerst geldig gepubliceerd in 1833 door Westwood.

## Soorten
Het geslacht Epicopterus omvat de volgende soorten:
- Epicopterus choreiformis Westwood, 1833
- Epicopterus solarii (Masi, 1928)